# Чжан Юн (снукерист)
Чжан Юн (англ. Zhang Yong; род. 21 июля 1995 года) — китайский профессиональный снукерист, который начал выступать в мэйн-туре в сезоне 2015/16 благодаря номинации Азиатской Федерации Снукера за успешные выступления на Азиатском Туре. Чжан покинул Про-Тур в конце сезона 2016/17, но сразу же вернулся на свое место через Q-School.

## Карьера
Начал играть на любительских турнирах в 2012 году. 